# Adhocrazia

Modello concettuale della teoria di Mintzberg sulle configurazioni organizzative.

Adocrazia o adhocrazia è un neologismo sincratico che deriva dal latino ad hoc ovvero  "su misura" o "appropriato", e dal suffisso -crazia, dal greco antico kratein (κρατεῖν), che significa "governare". Questa struttura organizzativa è caratterizzata da grande capacità di adattamento. L'organizzazione è snella a tutti i livelli, è dinamica, e con poca formalizzazione. L'addestramento ricopre una grande importanza.

## Storia
Essa è una forma di organizzazione flessibile, adattabile e informale che è definita da una mancanza di struttura formale che impiega team multidisciplinari specializzati raggruppati per funzioni. Funziona in modo opposto a una burocrazia.

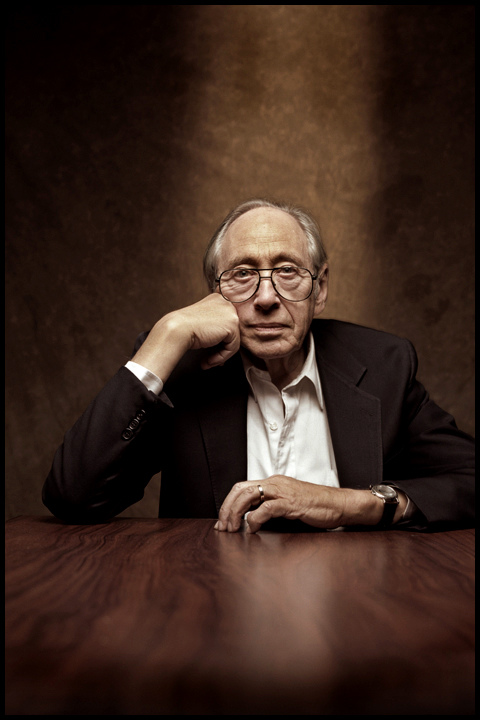
Alvin Toffler (New York, 3 ottobre 1928 – Los Angeles, 27 giugno 2016)

Il termine è stato coniato da Warren Bennis nel suo libro del 1968 The Temporary Society, successivamente reso popolare nel 1970 da Alvin Toffler nel suo libro Future Shock. Da allora è spesso usato nella teoria della gestione delle organizzazioni, in particolare le organizzazioni online. 
(Furio Colombo, Confucio nel computer da Alvin e Heidi Toffler, introduzione alla Magna Charta della Informazione, pagina 64)

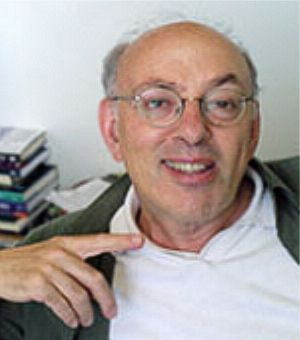
Henry Mintzberg (Montréal, 2 settembre 1939)

Il concetto è stato ulteriormente sviluppato da accademici come Henry Mintzberg; che descrive sei configurazioni organizzative valide (originariamente solo cinque), di cui la più innovativa è rappresentata dalla adhocrazia. Modello organizzativo questo in cui tutti i membri hanno l'autorità, all'interno delle loro aree di specializzazione, e in coordinamento con altri membri, per prendere decisioni e intraprendere azioni che influenzano il futuro dell'organizzazione, inoltre v'è un'assenza di gerarchia. L'elemento maggiormente distintivo dei risultati della ricerca di Mintzberg e degli scritti sulla strategia aziendale, è che hanno spesso sottolineato l'importanza della strategia emergente (dal basso), che si pone in modo informale a qualsiasi livello in un'organizzazione, come alternativa o complemento alla strategia deliberata (dall'alto), che è determinata consapevolmente o dal top management o con l'acquiescenza del top management.

## Caratteristiche
(Toffler (1990), Druker (1991))
L'adocrazia è caratterizzata da un comportamento integrativo adattivo, creativo e flessibile basato sulla non permanenza e sulla spontaneità. Si ritiene che queste caratteristiche consentano all'adocrazia di rispondere più rapidamente rispetto alle organizzazioni burocratiche tradizionali essendo più aperta a nuove idee.
Al contrario delle strutture burocratiche che sono formali, fisse e standardizzata, l'adocrazia è informale, temporale e fluida. Una caratteristica fondamentale dell'adocrazia è che la gerarchia e le specifiche formali dei ruoli tipiche della burocrazia sono sostituite da relazioni laterali e v'è l'affidamento all'esperienza del personale.
Inoltre, l’obiettivo è la costante innovazione e il soddisfacimento dei bisogni in un ambiente in continuo cambiamento come accade più spesso nei settori aerospaziali e nella difesa. Consiste di numerosi team sovrapposti con nuclei operativi separati dai nuclei professionali, concentrati sull’innovazione. Le adocrazie sono formalmente formate da esperti addestrati in competenze specifiche che si assumono la responsabilità di decisioni e attività chiave. I professionisti membri del progetto allineano le loro competenze per lavorare progetto per progetto, fondendo i propri ambiti di competenza in modo temporale.
Le caratteristiche di una adocrazia sono:
- struttura altamente organica,
- scarsa formalizzazione del comportamento,
- specializzazione lavorativa non necessariamente basata sulla formazione formale,
- una tendenza a raggruppare gli specialisti in unità funzionali per scopi di pulizia, ma a distribuirli in piccoli team di progetto basati sul mercato per svolgere il loro lavoro,
- un affidamento su dispositivi di collegamento per incoraggiare l'adeguamento reciproco all'interno e tra queste squadre,
- standardizzazione bassa o nulla delle procedure,
- ruoli non chiaramente definiti,
- decentralizzazione selettiva,
- l'organizzazione del lavoro si basa su squadre specializzate,
- passaggi di potere a squadre specializzate,
- specializzazione lavorativa orizzontale,
- alto costo di comunicazione per l'era pre-Internet,
- cultura basata sul lavoro non burocratico.

### Vantaggi
I vantaggi dell'adrocrazia sono:
- È vantaggiosa in ambienti complessi e dinamici
N.B: sono tipici delle società di servizi ad alta intensità di conoscenza e di professionisti, dove queste organizzazioni consentono innovazioni complesse e hanno una sensibilità al cambiamento molto maggiore di organizzazioni burocratiche.
- Inoltre, esse sono tipiche di organizzazioni start-up ad alto rischio e/o organizzazioni a carattere temporaneo.
- Garantisce una maggiore condivisione di idee e collaborazione.
- Quest'organizzazione è più adatta a rispondere all'innovazione, possedendo un'alta flessibilità, alto grado di adattamento alle esigenze mutevoli dell'ambiente.
- Utilizza la cooperazione di esperti dotati di competenze diverse, dalle cui sinergie può nascere una risposta nuova ad un bisogno espresso dalla clientela.
- Possiede una formalizzazione molto limitata mentre la preparazione e l'aggiornamento professionale degli operatori ha importanza cruciale.
- Vi è la possibilità di seguire regole non predefinite.
- Vi è un notevole decentramento che coinvolge anche il processo di formulazione delle strategie dagli elementi di base fino a un sistema complesso.
- Comporta che i compiti per ideare ed erogare tali servizi si basino su un'alta variabilità e uno scarso uso di schemi analitici consolidati.

### Svantaggi
Le criticità dell'adocrazia sono:
- Il processo decisionale è lento.
- Può esserci difficoltà nell'allocare in modo efficiente le risorse.
- Può esserci difficoltà di individuare il profitto dei singoli business.
- Può esserci confusione in termini di luoghi e di responsabilità e difficoltà nel coordinamento inter e intra funzione.
- Può esserci difficoltà nel monitoraggio del comportamento con perdita di controllo da parte del top.
- Le azioni possono rimanere incomplete.
- Può esserci estremismo nelle azioni suggerite o intraprese e possono minacce la democrazia dell'organizzazione.
- Può esserci frustrazione per mancanza di continuità.
- I percorsi di progressione di carriera non sono prevedibili.

Questo modello non è efficiente e non sembra adatto per la realizzazione di attività ordinarie o routinarie. Sono stati individuati alla base di questa inefficienza del modello due aspetti chiave:
1. Mancato bilanciamento dei carichi di lavoro, gli specialisti di progetto coinvolti alternano periodi con carichi di lavoro eccessivi a periodi di attività ridotta.
2. Elevati costi di comunicazione, con possibili conflitti che si generano per l'alto numero degli attori coinvolti disposti a difendere le proprie idee con tenacia.

Adocrazia in un certo senso raggiunge la sua efficacia attraverso l'inefficienza; inoltre, essa è ricca di manager ma anche di costosi e necessari dispositivi di comunicazione; ogni risultato è ottenuto quando tutti hanno discusso con tutti. L'ambiguità abbonda, dando origine ad una notevole quantità di conflitti e possibili espressioni "politiche". L'adocrazia non riesce a svolgere bene compiti ruotinari ma al contrario è straordinaria nell'innovazione.
Per minimizzare alcune delle criticità individuate si suggeriscono modelli intermedi basati su un mix di burocrazia e adhocrazia; un modello misto può essere quello di un'orchestra e il suo direttore. Dove convivono funzionalmente un gruppo eterogeneo di professionisti: gli orchestrali che sono specialisti altamente qualificati e che continuamente perfezionano le loro capacità (sono equivalenti agli operatori di una burocrazia professionale). I loro sforzi, però, devono essere strettamente coordinati, e quindi devono avere fiducia tra loro ed anche per una stretta e diretta supervisione di un leader il direttore d'orchestra. Questi è l'equivalente, da un punto di vista funzionale ed organizzativo, ad un leader di una struttura aziendale semplice. 
L'ibrido delle due configurazioni burocrazia funzionale e struttura semplice è realizzato con efficacia nelle orchestre; tutto ciò anche se si sviluppa una buona dose di conflitto tra il leader ovvero il direttore e gli operatori ovvero gli orchestrali.

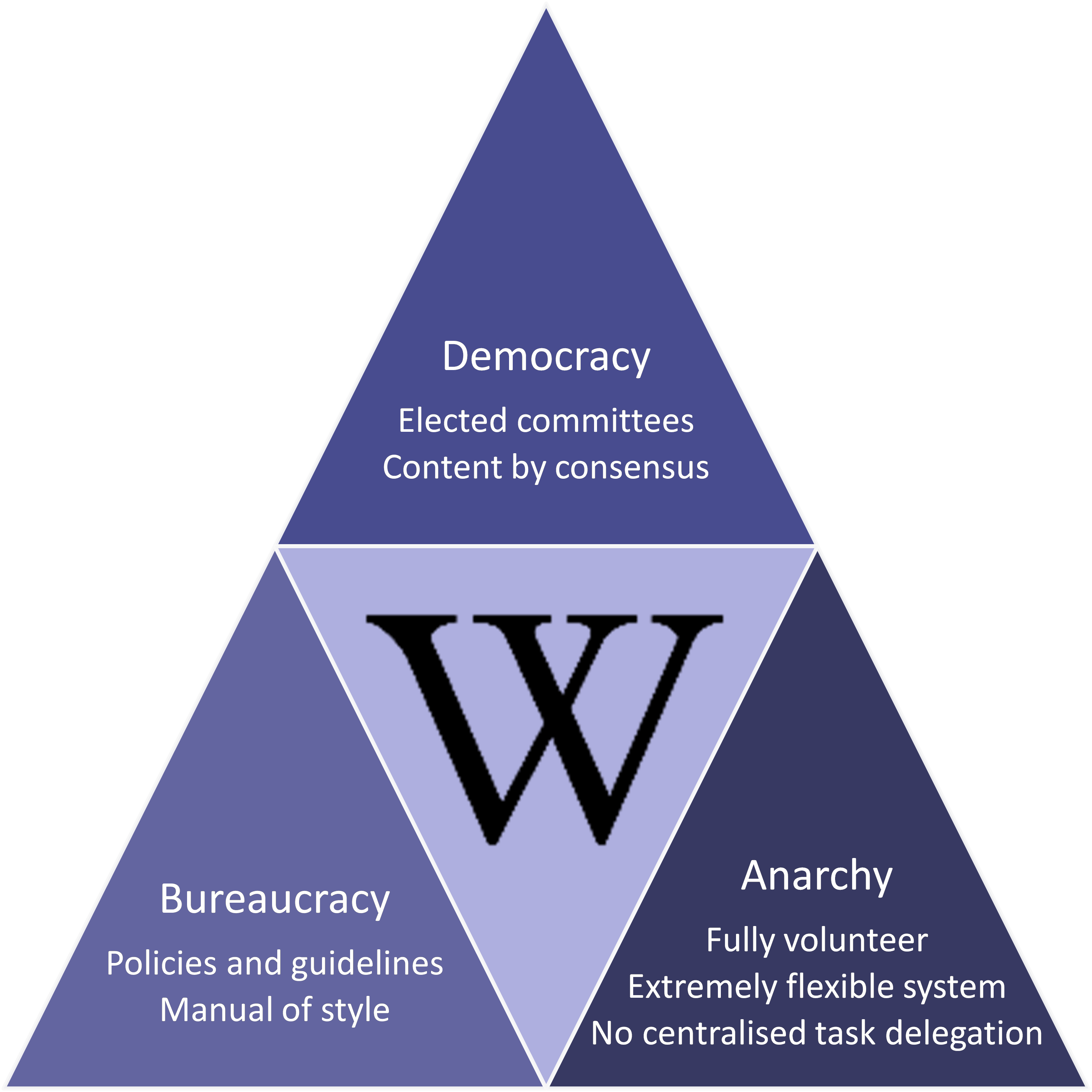
La governance di Wikipedia contiene elementi di democrazia, burocrazia e anarchia senza essere di preciso nessuno di questi.

## Wikipedia come modello
Wikipedia per la sua storia, le modalità di controllo, le relazioni tra i contributori ed altro è un paradigma online di social media e sembra essere un modello attuato di adocrazia. Inoltre essa è un importante oggetto di studio sia in ambito sociale che psicologico.
La governance di Wikipedia è stata paragonata a molti sistemi politici e decisionali classici con apparati burocratici, come la democrazia la dittatura ed anche l'anarchia; essa in realta è il più vicina alle strutture organizzative proprie dell'adocrazia, seppure la sua la governance può mostrare elementi comuni a modelli di governance tradizionali.
Inoltre, su Wikipedia cambia radicalmente il modo in cui pensiamo alla leadership e all'evoluzione dei social media, infatti, essa realizza una nuova e resiliente gerarchia sociale, un'adocrazia; che combina online le caratteristiche delle organizzazioni sociali tradizionali e nuove.